# De Dion-Bouton Type AO
Der De Dion-Bouton Type AO ist ein Pkw-Modell aus der Anfangszeit des 20. Jahrhunderts. Hersteller war De Dion-Bouton aus Frankreich.

## Beschreibung
Die Zulassung durch die nationale Zulassungsbehörde erfolgte am 13. Januar 1906. Vorgänger war der Type AD.
Der Vierzylindermotor hat 90 mm Bohrung, 100 mm Hub und 2545 cm³ Hubraum. Er war damals in Frankreich mit 15 Cheval fiscal (Steuer-PS) eingestuft. Er ist vorne im Fahrgestell montiert und treibt über ein Dreiganggetriebe und eine Kardanwelle die Hinterräder an. Der Wasserkühler befindet sich unterhalb der Motorhaube vor der Vorderachse. Die Hinterachse ist eine De-Dion-Achse.
Die Basis bildet ein Pressstahlrahmen. Der Radstand beträgt wahlweise 2690 mm oder 2990 mm und die Spurweite 1240 mm. Für den kurzen Radstand ist eine Fahrzeuglänge von 3695 mm bekannt.
Bekannt sind Aufbauten als Doppelphaeton.
Das Modell wurde nur 1906 angeboten. Nachfolger wurde der Type AX, der am 16. Januar 1907 seine Zulassung erhielt.